# Route départementale 17 (Eure-et-Loir)
Pour les articles homonymes, voir Route départementale 17.
Dans le département français d'Eure-et-Loir, la route départementale 17, ou RD 17, relie Garancières-en-Beauce, limitrophe du département de l'Essonne, à Courtalain, proche du département de Loir-et-Cher.

## Tracé et communes traversées (16)

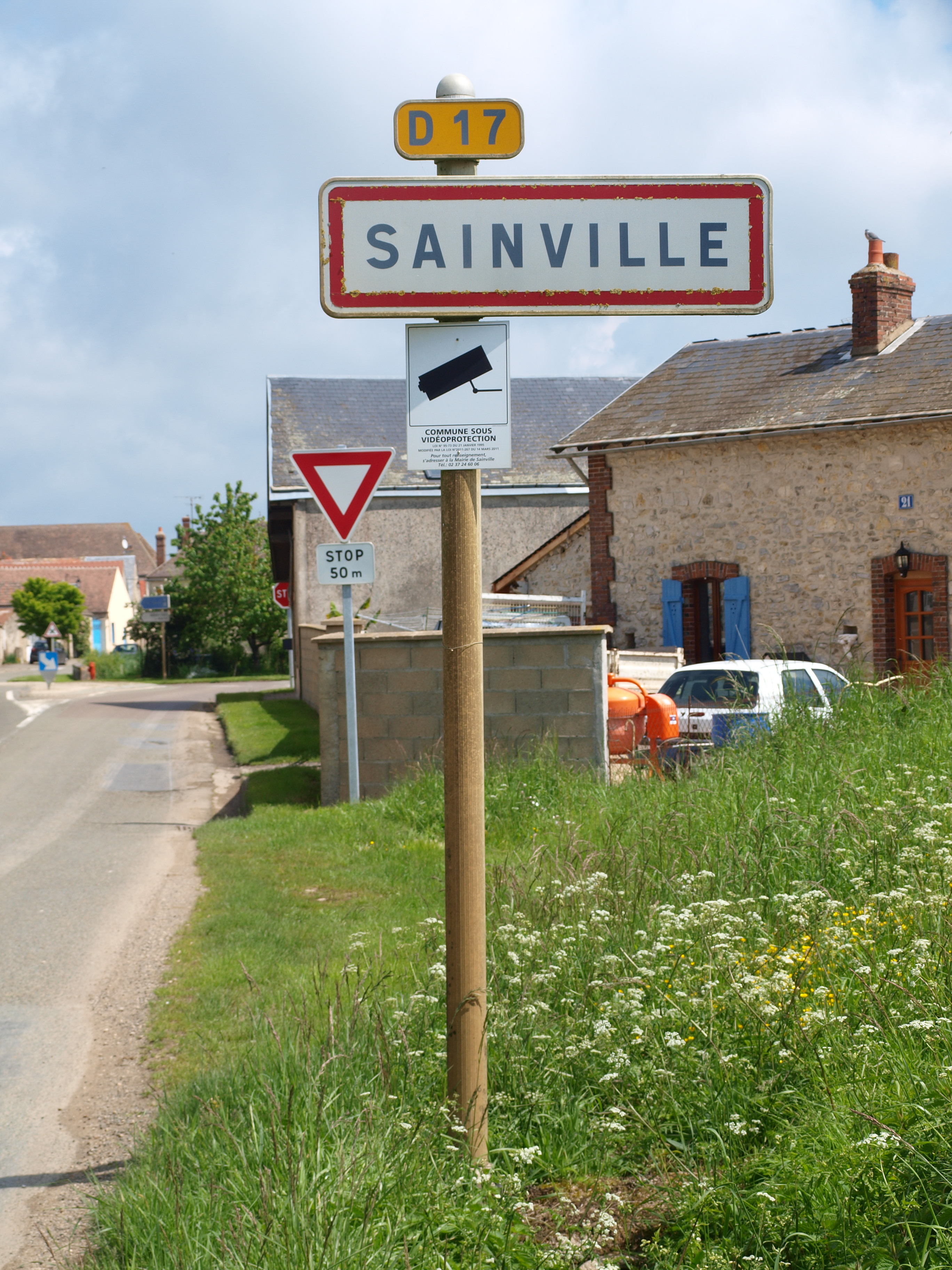
Entrée de Sainville.

- Garancières-en-Beauce, en provenance de Dourdan par la D 5 du département de l'Essonne
- Sainville
- Maisons
- Denonville
- Ouarville
- Réclainville
- Boisville-la-Saint-Père
- Beauvilliers
- Les Villages Vovéens
- Rouvray-Saint-Florentin
- Le Gault-Saint-Denis
- Moriers
- Bonneval
- Logron
- Châtillon-en-Dunois
- Courtalain, puis Droué dans le département de Loir-et-Cher par la D 141